# Máté Krasznai
Máté Krasznai (ur. 14 sierpnia 1993 roku)  – węgierski zapaśnik walczący w stylu klasycznym. Zajął dziewiąte miejsce na mistrzostwach świata w 2015. Piąty na mistrzostwach Europy w 2017. Dwunasty na igrzyskach europejskich w 2019. Jedenasty w Pucharze Świata w 2012 i trzynasty w 2013. Trzeci na ME juniorów w 2011. Mistrz Węgier w 2013, 2015, 2017 i 2018 roku.